# タイトーオンラインクレーン
タイトーオンラインクレーンとは、タイトーが運営するオンラインクレーンゲームである。2017年11月25日にサービス開始。
略称・通称はタイクレ。

## 概要
アーケードゲームメーカーとしては初のオンラインクレーンゲームである。
インターネットを通して、遠隔操作で本物のクレーンゲームをすることができ、獲得した景品は一週間に1回は送料無料で発送され、一週間以内に別の景品を獲得した場合は翌週に発送される。
プレイするにはゲーム内通貨『タイトーコイン（TC）』を購入する必要がある。TCはログインボーナスとしても入手可能（基本的に入手できるのは100TCだが、イベント時などに入手できるTCが上昇するサービス期間がある）。景品ごとに必要となるTCが異なり、プレイ時にポイントを消費する。
筐体として使用されているのはカプリチオ G-oneシリーズである。
リプレイ機能があり、リプレイ動画をデバイスに保存もしくはSNS、動画共有サイトにシェアすることも可能。
景品はタイトーや他社のアミューズメント景品の他にタイクレ限定の景品も投入している。
イメージキャラクターは「七星なてぃあ」で、ゲームの案内役のほかに公式ツイッターで新景品やイベントなどの最新情報を発信している。

## 歴史
- 2017年11月25日 - Yahoo!ゲームプラス（以下「Yahoo!版」）のサービスとして配信開始。
- 2018年2月21日 - スマートフォンアプリ版の配信開始。

## 遊び方
従来のオンラインクレーンゲームとは異なり、制限時間以内に画面上の十字の矢印ボタンを自由にクリックもしくはタップしてアームを遠隔操作し、キャッチボタンで景品を掴む動作を行う。ただし、たこ焼きの場合はアームの移動は左右のみ。

## Yahoo!版とアプリ版の違い
Yahoo!版では正面と横画面が2分割表示されるが、アプリ版では画面の構成上により最初に正面の画面が表示され、画面をタップすると横画面に切り替わる。